# Plutomurus ortobalaganensis
Plutomurus ortobalaganensis – gatunek prymitywnego stawonoga z podgromady skoczogonków i rodziny łuśniczkowatych, pozbawiony skrzydeł i oczu, który żyje w całkowitej ciemności. 

## Historia odkrycia
Odnaleziony został latem 2010 roku, podczas ekspedycji iberyjsko-rosyjskiej grupy CaveX do najgłębszej jaskini świata – jaskini Krubera (znajdującej się nad Morzem Czarnym w Abchazji, w północno-zachodniej Gruzji). P. ortobalaganensis został znaleziony na głębokości 1980 metrów i został uznany za najgłębiej żyjące zwierzę lądowe na Ziemi. 
Do momentu odkrycia P. ortobalaganensis skoczogonki znajdowano zazwyczaj na głębokości dochodzącej maksymalnie do 500 metrów pod powierzchnią ziemi i tak: w 1986 roku, na głębokości 550 m poniżej poziomu morza (w jednej z hiszpańskich jaskiń) naukowcy natrafili na przedstawiciela gatunku Ongulonychiurus corpus, z kolei w roku 2011 na głębokości 430 metrów, w chorwackiej jaskini znaleziony został Tritomurus veles. Odkrycie P. ortobalaganensis, żyjącego o wiele głębiej niż pozostałe stworzenia, rzuca nowe światło na naszą wiedzę dotyczącą możliwości egzystowania stworzeń, wskazuje, że życie w ekstremalnych warunkach wcale nie jest aż tak rzadkie, jak mogłoby się wydawać. 
Naukowcy opisali odkrycie P. ortobalaganensis 22 lutego 2012 roku, w czasopiśmie "Terrestrial Arthropod Reviews".

### Równoczesne odkrycia
Analizy hiszpańskich badaczy pozwoliły odkryć jeszcze trzy inne gatunki oprócz P. ortobalaganensis. Jak donoszą  sami uczeni na łamach naukowego przeglądu Terrestrial Arthropod Reviews, na różnych głębokościach zostały przez nich odkryte także: Schaefferia profundissima, żyjący na głębokości około 1600 metrów, Anurida stereoodorata oraz Deuteraphorura kruberaensis, które z kolei zostały odkryte w pobliżu wejścia do jaskini Krubera-Wronia, na głębokości około 100 metrów.

## Charakterystyka
Na tak znacznych głębokościach środowisko życia jest specyficzne: temperatura waha się od 0,5 do 5 °C, stężenie tlenu jest mniejsze, a całkowita ciemność wymaga odpowiedniej adaptacji. Plutomurus ortobalaganensis nie posiada oczu. W orientacji pomagają mu czułki oraz chemorecepcja. Cecha ta jest typową dla troglobiontów lub organizmów żyjących w jaskiniach. 
Odżywia się grzybami i rozkładającą się materią.
Jego ciało posiada także pigment, który na ogół jest ściśle związany z troglobiontami (tułów ma kolor szarawy, pokryty ciemnymi plamami). Enrique Baquero (taksonom Uniwersytetu Navarry w Hiszpanii) uważa, że P. ortobalaganensis musiał pojawić się na takiej głębokości stosunkowo niedawno, gdyż nie zdołał jeszcze utracić pigmentu znajdującego się w jego ciele, tak jak stało się to u wielu innych organizmów żyjących w jaskiniach, głęboko pod ziemią. Ów pigment pomaga zwierzętom w chronieniu się przed słońcem, zaimponowaniu przed innymi przedstawicielami gatunku, maskowaniu przed drapieżnikami czy polowaniu – jednak nie ma praktycznie żadnego zastosowania na tak znacznej głębokości – we wszechobecnych ciemnościach. 

## Znaczenie dla nauki
Odkrywanie żyjących organizmów tak głęboko pod ziemią, gdzie występuje całkowity brak światła oraz stosunkowo małe ilości pożywienia zmienia sposób postrzegania życia głęboko pod poziomem morza. "[Życie tam] wydaje się być znacznie bogatszym niż dotychczas sądziliśmy" – stwierdziła Ana Sofia Reboleira, badacz i naukowiec z Portugalii.